# Seconde expédition des Fidji
La seconde expédition des Fidji est une opération de la marine américaine contre les guerriers indigènes de Seru Epenisa Cakobau sur l'Île de Waya dans les Fidji en 1859. Après la mort de deux commerçants américains sur Waya, l’escadre du Pacifique lance une expédition punitive contre le Wayans et les vainc dans une bataille rangée au village de Somatti,.

## Contexte
En été 1859, deux américains sont tués avant d’être dévoré par des cannibales de l'Île de Waya. Lorsque cet événement arrive aux oreilles du consulat américain à Ovalau (Fiji), le Pacific Squadron envoie le sloop-of-war Vandalia. Le navire de guerre arrive à Ovalau le 2 octobre 1859, mais l'eau n'étant pas assez profonde pour s'amarrer. Le lieutenant Charles Caldwell envoie une goélette et dix soldats, quarante matelots et un obusier débarquent sur l'île,.

## Conséquences
La seconde expédition obtient une victoire militaire, mais finalement Cakobau n'a jamais payé la dette réclamée.